# Yosuke Ikehata
Yosuke Ikehata (池端 陽介 Ikehata Yosuke?), född 7 juni 1979 i Shizuoka prefektur, är en japansk fotbollsspelare.
Ikehata började sin karriär 1998 i Sanfrecce Hiroshima. Efter Sanfrecce Hiroshima spelade han för Verdy Kawasaki, Oita Trinita, Ventforet Kofu, Kataller Toyama och Okinawa SV. Han avslutade karriären 2018.